# 上台大便
上台大便是國立臺灣大學的應屆原創畢業歌曲，為匿名製作之，採納R&B風格，在2025年2月17日由台大畢聯會發行，並於3月2日獲選台大正式畢業歌曲，但校方並未在5月24日舉行的畢業典禮上播放此畢業歌曲。歌曲發行後，因為這首歌曲的歌詞引發公眾討論，包括台大學生的學習、言論以及對未來就業的認知等。同時，這首歌曲亦吸引音樂人黃舒駿、前中華民國總統陳水扁等人支持。

## 背景與歌曲概要
2025年2月，國立臺灣大學畢業聯合會舉辦畢業歌投票活動，共有7首歌曲參加候選，分別為上台大便、成長的軌跡、椰林故事、臺大騙我、Demo、The End?以及逃離這座森林，除了上台大便選擇匿名發表外，其餘歌曲皆有署名。2025年3月2日，上台大便以21萬7818次YouTube瀏覽量加上徵選票數152票被台大畢聯會獲選為當屆畢業歌曲。
雖然上台大便的演唱人不對外公開，但可能具有人文社科背景，歌詞中的「就業博覽會，當我說『台大社會』，怎麼廠商笑臉就不見？」反映出歌曲演唱人對未來出社會的現實焦慮，並且表達不想畢業以及身為文組學生的心聲。而後演唱人在2025年5月接受「媒聽說」採訪時，她表示僅用5分鐘時間完成這首歌曲的填詞，並抒發「我討厭這世界」這樣心情。編曲部分，這首歌曲的徵選版採用吉他和R&B等曲調呈現，歌曲長度為2分47秒。

## 各界反應
由於上台大便的演唱人在歌曲結尾說了一句話：「這首歌如果上了，我就上台大便。」引發網友討論，包括對這首歌曲表示支持等，當這首歌曲被台大畢聯會宣布獲選後，這首歌曲再次引發熱烈討論。最終台大校方未在2025年5月24日舉行的113學年畢業典禮上播放〈上台大便〉，引發創作學生不滿。台大則回應，當初畢業歌徵選並未註明可在畢業典禮中播放，並表示為了讓此歌曲有合適的機會在畢業生前表演，曾於同年4月26日「2025夜宿台大」活動中，邀請創作者公開演出。因此在畢業典禮時，僅在台大畢聯會攤位播放〈上台大便〉音樂錄影帶，讓來賓與畢業生觀賞。
國立臺灣大學部分教師針對上台大便的爭議表示不滿，但台大學務長朱士維表示不同世代族群有不同看法，加上篩選學生言論並不是台大校方的風格，且畢業歌曲為學生票選結果，因此他針對這樣的結果表示尊重。另外，台大校方從高等教育培育人才的角度回應表示理工、人社等學問應無輕重之分，並表示讀什麼科系對未來就業不一定有直接相連，因此推動「領域專長模組」來鼓勵學生減緩對未來畢業出社會所帶來的職場壓力。
台大畢業校友方面，音樂人黃舒駿儘管對上台大便的創作表示支持，但點出「上台大便」這句歌詞沒有押韻且無意義，因此提議改其歌詞為「上台大便如何如何」，並以「上台大便」作為歌名，另外黃舒駿也說明創作者既然要承諾，但必須在美學、道德、法律等層面該括承受。中華民國前總統陳水扁在3月8日發文祝賀這首歌曲當選應屆畢業歌曲，並寫道：「言論自由在台大，阿扁以身為台大人為榮為傲！」另外陳水扁也針對他的求學經歷表示從不後悔就讀文組，並對這首歌曲表示支持。畢業於台大醫學系的醫師沈政男發文指出上台大便等一些在2025年發布的台大候選畢業歌曲都表達對「念台大」的失望，反映許多學生在唸完大學的感想。另外，沈政男也針對「畢業即失業，第一類組尤其如此」表示這是台灣長期經濟，甚至是年輕人普遍低薪等問題。
企業單位方面，在2025年3月8日舉行台大徵才博覽會，邀請338家企業進駐，並釋出4萬個職缺，由於上台大便歌詞反映社會組學生求職不易的哀怨，再加上台大校方近年推動跨領域學習，因此部分企業開放不分科系職缺，讓學生有選擇機會。不過，中國文化大學廣告系教授鈕則勳表示，或許台大學生認為上台大便可以和人文素養做平衡，但對一些企業主認為會衝擊自身對台大的認知而可能留下不好的印象，進而對新鮮人就職產生負面影響。